# Flyvergrillen

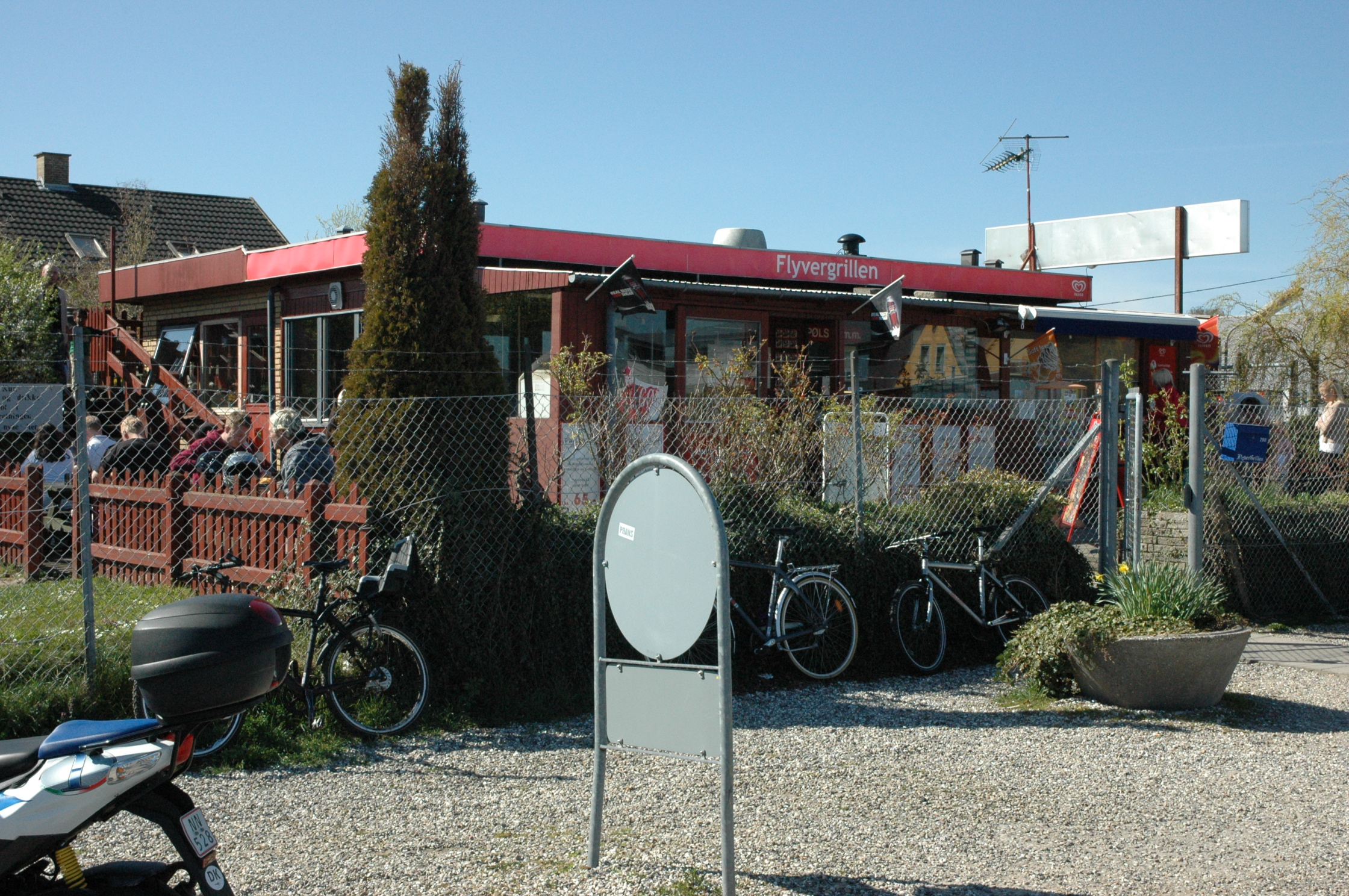
Imbissstand Flyvergrillen nahe dem Ende des Amager Landevejs im April 2007

Flyvergrillen (deutsch etwa Flieger-Grill) ist ein Imbissstand auf der dänischen Insel Amager, der am Ende des Amager Landevejs am Rande des Flughafens Kopenhagen-Kastrup liegt. Der Imbissstand befindet sich in Kastrup in der Tårnby Kommune, einer Vorstadtgemeinde von Kopenhagen. Der Verkaufsstand erreichte als ein von Flugzeugspottern stark frequentierter Anlaufpunkt größere Bekanntheit, von dem sich von einer eigenen Aussichtsplattform aus ein freier Blick auf die Landebahnen des Flughafens bietet. Mit einem Eintrag auf der Website 1001 fortællinger om Danmark (1001 Geschichten über Dänemark) erhob die Behörde Kulturarvsstyrelsen im Mai 2010 den Flyvergrillen zu einem der Kulturgüter Dänemarks.

## Geschichte
Der Gastronomiebetrieb begann sein Unternehmen am heutigen Standort im April 1972 als Eiswagen – gegen anfänglichen Widerstand der Flughafenbetreiber. Nachdem aus Sicherheitsgründen eine Aussichtsplattform errichtet worden war, gaben die Betreiber des internationalen Verkehrsflughafens schließlich nach. Mit zunehmendem Erfolg – hervorgerufen durch den oft mehrstündigen Aufenthalt von Flugzeugspottern – wurde das Angebot um Würstchen und dänische Hot Dogs erweitert, bis genug Kapital für einen festen Verkaufsstand vorhanden war und Ende der 1980er Jahre der Imbissstand auf seine heutige Größe ausgebaut wurde. 1991 übernahm die heutige Eignerin, Janni Eilsø, das Geschäft.
Einen großen Auflauf von Flugzeugspottern, dänischen Medienvertretern und sonstigen Neugierigen erfuhr Flyvergrillen regelmäßig bei Ankunft der Präsidentenmaschine Air Force One, so wie beim Besuch der US-Präsidenten Bill Clinton im Jahr 1997 und George W. Bush im Juli 2005, bei dem rund 1000 Menschen den Stand bevölkerten. Aus Anlass von Barack Obamas Ankunft in Kastrup am 2. Oktober 2009 wurde eigens ein Obama-Burger kreiert, der in einem Sesam-Weichbrötchen außer Rindfleisch, Bacon, Salat, Tomate, Zwiebeln und Käse auch Spiegelei und Ketchup enthielt, wodurch er nach Ansicht der Imbissbetreiberin „typisch amerikanisch“ wirken sollte. Einen weiteren Ansturm von mehreren Hundert Flugzeugliebhabern erlebte der Imbiss im September 2010, als das Großraumflugzeug A380 erstmals in Dänemark landete.
Der Ausbruch des Eyjafjallajökull im März 2010, bei dem vulkanische Asche in der Atmosphäre den Luftverkehr beeinträchtigte und daher der Luftraum gesperrt wurde, bescherte dem Imbissstand beträchtliche Umsatzeinbußen, da mit den spottenden Stammkunden ein Viertel der Kundschaft ausblieb. In dieser Zeit wurde die Speisekarte um den Vulkan-Burger erweitert.

## Ausstattung und Belegschaft

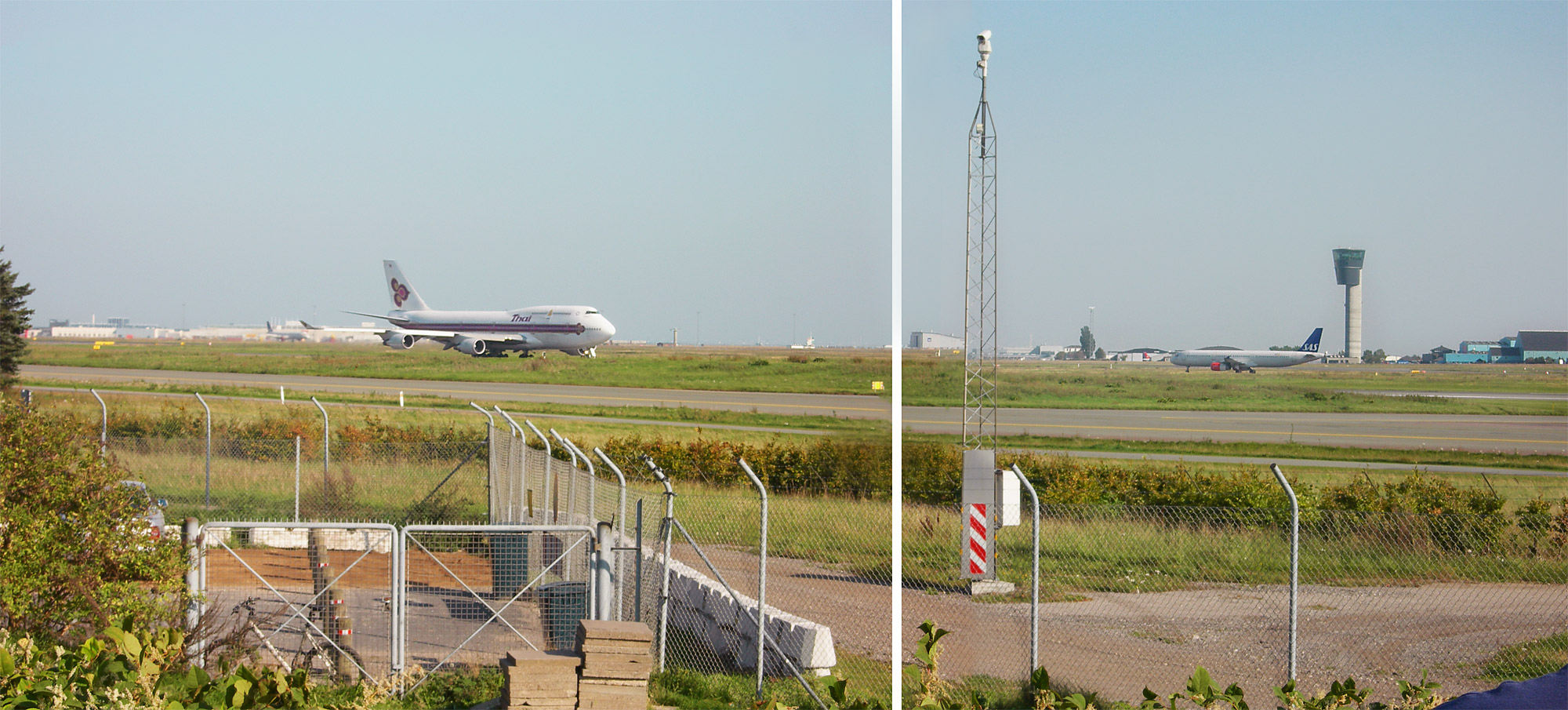
Blick vom Flyvergrillen auf den Flughafen Kopenhagen-Kastrup

Der Innenraum, der an acht Marmortischen 30 Gästen Platz bietet, ist mit rund 50 hängenden Flugmodellen an der Decke sowie zahlreichen Flugzeugbildern an den Wänden dekoriert. Zur Ausstattung gehört zudem neben zwei Spielautomaten auch ein Fernseher, über den via Teletext die Ankunfts- und Abflugzeiten der Flugverbindungen verfolgt werden können. Draußen befindet sich die nur über den Eingang des Imbissstandes erreichbare Aussichtsplattform, an der für Interessierte Fernrohre aufgestellt wurden. Um gelangweilten Kindern eine Alternative zum Flugbetrieb zu bieten, wurde ein Spielplatz angelegt, der mit einer Rutsche ausgestattet ist. Ein 2008 verliehener Sonderpreis des Vereins dänischer Flugjournalisten (Danske Flyvejournalister) in Höhe von 10.000 Dänischen Kronen wurde dazu genutzt, um in die Zuschauereinrichtungen zu investieren.
Das Geschäft ist mit Ausnahme von Heiligabend und dem Ersten Weihnachtsfeiertag ganzjährig geöffnet. Während sich im Sommerhalbjahr vier bis fünf Mitarbeiter um die Kunden kümmern, sind im Winterhalbjahr lediglich zwei Leute im Betrieb beschäftigt.

## Speiseangebot
Auf der Speisekarte stehen 90 Gerichte zur Auswahl, darunter neben Pommes frites und Burgern unter anderem auch Würstchen, Frikadellen, Schweinerippchen, Beefsteak-Sandwiches, belegte Toastbrote, Pita, Frühlingsrollen und spezielle Kindergerichte. Spezialität des Hauses ist der Pølsemix („Wurst-Mix“), ein Gericht, das aus Pommes frites mit Wurstscheiben, Curry-Ketchup, Remoulade, Zwiebeln und Gurkensalat besteht. An einer separaten Verkaufsluke wird Speiseeis verkauft.